# Lubelski Klub Przyjaciół Siatkówki
Il Lubelski Klub Przyjaciół Siatkówki è una società pallavolistica maschile polacca con sede a Lublino: milita nel campionato di Polska Liga Siatkówki.

## Storia
Il Lubelski Klub Przyjaciół Siatkówki viene fondato nel 2013: nella stagione 2013-14 partecipa alla III liga. Ottiene la promozione in II liga al termine dell'annata 2014-15, mentre quella in I liga avviene alla fine del campionato 2018-19.
Nella stagione 2021-22 debutta in Polska Liga Siatkówki a seguito della promozione ottenuta nell'annata 2020-21. Nell'annata 2024-25 partecipa per la prima volta ad una competizione europea e conquista il suo primo trofeo superando nella doppia finale di Challenge Cup la Lube; nella stessa stagione vince anche il suo primo scudetto.

## Rosa 2023-2024
| N° | Nome               | Ruolo | Data di nascita  | Nazionalità sportiva |
| -- | ------------------ | ----- | ---------------- | -------------------- |
| 1  | Jan Nowakowski     | C     | 17 maggio 1994   | Polonia              |
| 2  | Maksym Kedzierski  | L     | 13 marzo 2003    | Polonia              |
| 3  | Maciej Krysiak     | S     | 7 gennaio 1999   | Polonia              |
| 4  | Marcin Komenda     | P     | 24 maggio 1996   | Polonia              |
| 5  | Marcin Kania       | C     | 14 febbraio 1996 | Polonia              |
| 6  | Mateusz Malinowski | O     | 6 maggio 1992    | Polonia              |
| 7  | Jakub Wachnik      | S     | 16 febbraio 1993 | Polonia              |
| 9  | Alexandre Ferreira | S     | 13 novembre 1991 | Portogallo           |
| 10 | Tobias Brand       | S     | 9 luglio 1998    | Germania             |
| 11 | Jakub Nowosielski  | P     | 11 febbraio 1993 | Polonia              |
| 17 | Thales Hoss        | L     | 27 aprile 1989   | Brasile              |
| 18 | Damian Schulz      | O     | 26 febbraio 1990 | Polonia              |
| 20 | Maciej Zając       | C     | 5 febbraio 2003  | Polonia              |
| 23 | Damian Hudzik      | C     | 14 maggio 1998   | Polonia              |

## Palmarès
- Campionato polacco: 1

2024-25
- Challenge Cup: 1

2024-25